# Лондонський Ллойдс
«Лондонський Ллойдс» — провідна компанія у світі страхових ринків, виникнення якої відноситься до XVII ст. і зв'язане з ім'ям Едварда Ллойда, власника кавового будинку в Лондонському Сіті.

## Історичні відомості
Кав'ярня Ллойда знаходилася неподалік від Лондонського Тауера і незабаром стала відомою останніми надійними новинами про судноплавство; була вона і популярним місцем зустрічей ділових людей, що займалися торгівлею і комерцією. Однією з основних умов для успішного страхування є наявність надійної й достовірної інформації зі справ судноплавства. Тому кав'ярня Ллойда затвердилася як визнане місце, де можна було укласти договір страхування морських судів. У 1720 р. британський парламент оголосив кавовий будинок Ллойда офіційним центром морського страхування. До 1871 р. «Ллойд» існував як приватна організація, керована комітетом, але не мала статусу офіційної юридичної особи.

## «Лондонський Ллойд»— інкорпорація
У 1871 р. парламент Великої Британії прийняв закон, відповідно до якого «Ллойд» надалі офіційно виступав як корпорація з правом проводити операції з морського страхування, захищати інтереси членів корпорації в галузі судноплавства, вантажів і фрахту; збирати і поширювати інформацію і відомості з судноплавства. У 1911 р. на додаток до закону 1871 р. парламент дозволив «Ллойду» проводити й усі інші види страхування, включаючи операції, зв'язані з видачею гарантій. Члени «Ллойда» є індивідуальними торговцями страхуванням, кожний з яких несе необмежену відповідальних за страхові операції, зроблені за його рахунок. У загальній чисельності нараховується 28 000 чоловік — членів «Ллойда», з них 5 тис. чоловік займаються страховим бізнесом. Інші члени «Ллойда» у практичній стороні страхової справи не беруть участі. Від їхнього імені діють агенти членів «Ллойда», що здійснюють розміщення ризиків у синдикат.

## «Ллойд»— синдикат
Усі члени «Ллойда» об'єднані в синдикати для збільшення фінансових можливостей при прийомі ризиків на страхування. Кожен член синдикату несе пропорційну відповідальність індивідуально і не відповідає за інших його членів. Страхова премія і збитки між членами синдикату розподіляються пропорційно їхнім фінансовим інтересам у синдикаті. Синдикат «Ллойд» має свій порядковий номер і звичайно має ім'я одного з ведучих членів синдикату — агента-управляючого.
Синдикат не є юридичною особою. Це форма об'єднання членів «Ллойда» для спільного ведення справ з страхування і перестрахування. Сполука синдикату залишається незмінним протягом одного року (крім смерті чи відставки будь-кого із членів «Ллойда»). Результати ділової активності синдикату за рік оцінюються не раніше ніж через два роки після завершення даного року. Наприклад, ділові операції 1987 р. були «закриті» наприкінці 1989 р. Цей трирічний метод розрахунку означає, що додаткові страхові премії і страхові суми, що відносяться до розрахункового (1987) року враховують діяльність у цій справі за 1988 і 1989 р. Це дає точнішу картину прибутків і збитків за розрахунковий рік.
На початок ХХІ сторіччя «Ллойд» нараховує понад 300 синдикатів, що організаційно взаємозалежні один від одного, які розподіляють прибуток від страхової діяльності за результатами сприятливого року і збитки — у несприятливий рік. Кількість членів синдикатів диференційована і досягає декількох тисяч чоловік. Синдикати по черзі виводять із своїх лав від 20 до 3000 найнепрофесійніших інвесторів, залишаючи загальний рівень 2600 членів–фізичних осіб, що мають володіти особистим майном не менш 14000 ф. ст. Членами синдикатів зазвичай є найвідоміші діячі британської аристократії, а також Арабських країн і США.

## Роль андеррайтера
У професійному плані за діяльність синдикату відповідає андеррайтер (англ. underwriter), тобто людина, що має спеціальні знання у галузі страхування, що приймає від брокерів «Ллойда» страхові ризики (цілком чи частково) і дає їм експертну оцінку. Для того щоб здобути право ведення страхових операцій як андеррайтер «Ллойда», претендент, крім підтвердження своїх професійних знань, вносить великий грошовий депозит (як заставу) у корпорацію. За проведеними страховими операціями андеррайтер відповідає сумою внесеного депозиту й усім своїм майном. На рівні кожного синдикату просліджується ланцюжок: агент—керуючий—андеррайтер—брокер. Андеррайтер синдикату, що приймає ризики, автоматично бере участь у його справах у встановленій частці. Кожен синдикат за ризиками, прийнятими на страхування, вправі установлювати свої умови страхування, а у разі спільної участі в страхуванні — погоджуватися з умовами і ставками премій синдикату, що є «лідером у даному виді страхування чи в страховій угоді».

## «Ллойд» і диверсифікація
«Ллойд» приваблює весь світ розробленістю умов страхування і доскональним трактуванням на випадок події. У «Ллойд» переважно сконцентровані чотири основних види страхової діяльності: морські, неморські, авіаційні й автомобільні ризики. Морський бізнес охоплює страхування різних ризиків, пов'язаних з мореплаванням. Неморський бізнес включає видачу страхових полісів на випадок землетрусу, грабежу, утрати доходів у результаті настання екстраординарних подій тощо. Авіаційний бізнес забезпечує страхування усіх видів повітряних суден, а також космічних літаючих об'єктів (супутників зв'язку тощо). Автомобільний бізнес охоплює страхування усіх видів дорожнього транспорту Сполученого Королівства і країн Співдружності.
Розміщення ризику є предметом переговорів між брокером і андеррайтером. Для того щоб стати андеррайтером «Ллойд», претендент має займати визначене фінансове положення в суспільстві і бути готовим у забезпечення своєї майбутньої діяльності внести значну грошову суму як депозит. Від суми депозиту залежить розмір участі андеррайтера в ризику, що підписується.
Власне страхові ризики для розміщення в синдикатах корпорації «Ллойд» несуть офіційно акредитовані при ньому брокери. Вони виступають як посередників між андеррайтерами і страхувальниками. Андеррайтери «Ллойда» не мають прямих контактів із клієнтами — страхувальниками. Їхні доходи багато в чому залежать від ініціативи і заповзятливості брокерів «Ллойда», що залучають бізнес усього світу.
Рада «Ллойда» пред'являє високі професійні вимоги до 225 брокерських фірм, яким дозволено розміщати ризики на ринку «Ллойда». Першочерговою задачею брокерів «Ллойда» є узгодження найкращих умов для своїх клієнтів — страхувальників. Тому брокери самі вибирають, де розміщати ризики: у корпорації «Ллойд», у незалежних страхових компаній або в тих та інших одночасно. Андеррайтер синдикату, крім випадків, передбачених у вказівках Ради «Ллойда», може приймати ризики тільки від чи через зареєстрованих брокерів «Ллойда». Найважливішою задачею Ради «Ллойда» є регулювання платоспроможності.
«Ллойд» не може засновувати чи купувати страхову компанію. Проте відповідно до спеціальних директив ЄЕС передбачено, що страховики «Ллойда» мають права на одержання ліцензій для проведення страхової діяльності відповідно до законів понад 60 країн світу. Ці країни визнають унікальну структуру «Ллойда» і дозволяють проводити переговори про спеціальні узгодження, що дають можливість страховикам «Ллойда» дотримуватися законів країни про страхові компанії іншими шляхами, чим для звичайних страхових компаній.
Якщо це потрібно законом країни, де страховики «Ллойда» одержали право на ліцензію, призначається генеральний представник «Ллойда». Його основна функція описана в директиві ЄЕС: "Відносно «Ллойда», у випадку позову в країні, що є результатом підписання зобов'язань. От чому уповноважений агент повинний мати достатні повноваження, що дають можливість для початку позову проти нього і можливості змусити страховиків прийняти на себе визначені зобов'язання; зв'язані з цим позовом. Генеральний представник «Ллойда» також виконує функції депозитарію по:
- спискам членів у країні акредитації;
- спискам місцевих брокерів — посередників, через які брокери і страховики «Ллойда» можуть прийняти ризики із-за кордону;
- спискам укладених договорів страхування.

Генеральний представник надає страховим відомствам статистичні дані і відомості рахунків, що відносяться до справ, на які страховики «Ллойда» мають ліцензію; відповідає на запити про «Ллойд» з боку державних відомств і громадських організацій у країні перебування; оплачує з доручення корпорації «Ллойд» будь-які податки чи інші витрати, що відносяться до страхової справи. Генеральному представнику можуть бути надані доручення від страховиків «Ллойда» для того, щоб він міг виконувати усе необхідне відповідно до місцевого законодавства.
Керівним органом корпорації «Ллойд» є комітет, що складається з 12 членів, які обираються таємним голосуванням терміном на чотири роки. Комітет «Ллойда» затверджує розміри страхових премій і відшкодувань, розподіляє виручені суми між страховиками і корпорацією.
Типовий шлях страхової угоди в країнах, де страховики «Ллойда» одержують ліцензію, наступний: пропонуючи угоду звертається до місцевого страхового посередника чи безпосередньо до брокера «Ллойда», що знаходиться в Лондоні. Одержавши інформацію, брокер «Ллойда» починає переговори з андеррайтерами синдикатів. Після того як страховий ризик акцептований, брокер «Ллойда» повідомляє про факт його розміщення місцевого посередника чи страхувальника. У цей час страхувальник через місцевого посередника чи брокера «Ллойда» оплачує страхову премію. Брокер «Ллойда», використовуючи місцевого посередника, видає підписаний страховий поліс. У попередньому порядку кожен виданий страховий поліс перевіряється і завіряється відділом з підписання страхових полісів при «Ллойд». Якщо стався страховий випадок, страхувальник через місцевого посередника чи безпосередньо брокера «Ллойда» сповіщає про висунуті претензії з виплати страхової суми чи відшкодування. Брокер «Ллойда» починає переговори з андеррайтером синдикату, що виписав страховий поліс, і вирішує питання врегулювання претензій. Завершальним етапом страхових правовідносин є виплата страхової суми чи відшкодування від синдикату, що здійснюється по ланцюжку від брокера «Ллойда» через місцевого посередника до страхувальника.
Непорушні підвалини «Ллойда» були вражені низкою катастроф: руйнування в Сан-Франциско при землетрусі 1906 р., загибель пароплава «Титанік» у 1912 р., пожежа і загибель розкішного лайнера «Атлантика» у 1936 р., збиток, нанесений у 1974 р. австралійському порту Ларви, аварія танкера «Олімпи Брейвері» у 1976 р., у наслідку зіткнення двох супер реактивних літаків на острові Тенериф у 1977 р. Хвиля катастроф 1987—1990 р. і шквал збитків зі страхування відповідальності в США привели до червоного сальдо в балансі «Ллойда» і, як наслідок, різкого подорожчання страхових послуг. У 1990 р. збитки «Ллойда» склали 2,8 млрд ф. ст., у 1991 р. — понад 1 млрд ф. ст.
Разом з тим потрібно відзначити, що ніде у світі, крім «Ллойда», не знайти стільки досвіду у галузі страхування, зібраного під одним дахом. Попри те, що синдикати конкурують між собою, митецьке переплетення конкуренції з кооперацією, гнучкість і новаторство в сполученні з винятковою безпекою для страхувальників ставлять «Ллойд» у те унікальне положення, що він займає у світі бізнесу. Крім проведення страхових операцій, «Ллойд» через свої структурні підрозділи (включаючи агентства в морських портах і найбільших містах світу) робить широке коло послуг інформаційного і практичного характеру не тільки членам корпорації, але й усім, хто прямо чи опосередковано цікавиться морським судноплавством.
Попереду корпорацію «Ллойд» чекають великі реформи, згідно з якими вона буде керуватися як єдине підприємство. Передбачається введення централізованої системи підготовки кадрів, встановлення нагляду з боку виборного авторитетного комітету над діяльністю андеррайтерів. Планується також твердіше регулювання і контроль над витратами, введення централізованої бази даних, що докладно характеризують інформацію про угоди і контракти. У результаті очікується зближення «Ллойда» із іншими фінансовими ринками.